# Dinamo (metropolitana di Mosca)
Dinamo (in russo Динáмо?) è una stazione della Metropolitana di Mosca, situata sulla Linea Zamoskvoreckaja. Si trova sul Leningradskij Prospekt, e prende il nome dallo Stadio Dinamo (Mosca). Fu inaugurata nel 1938 insieme alle altre stazioni della seconda tratta della linea. Situata alla profondità di 39,6 metri, la stazione presenta un design a tre volte sostenute da pilastri. Progettata da Ya. Likhtenberg e Yuriy Revkovskiy, la stazione presenta decorazioni a tema sportivo con bassorilievi disegnati da Ye. Yason-Manzer che rappresentano sportivi impegnati nelle loro discipline; il progetto dell'atrio si deve invece all'architetto Dmitry Čečulin.
I pilastri, ricoperti in marmo rosso dei Tagikistan e onice, presentano medaglioni in porcellana che raffigurano uomini sportivi. Le mura sono ricoperte in onice e marmo bianco e grigio. Il pavimento è rivestito in marmo nero, mentre le banchine erano inizialmente ricoperte d'asfalto. La stazione presenta due ingressi identici, ognuno dei quali sorge sul lato nord di Viale Leningradskij.
Il carico giornaliero di passeggeri è 52.500, nonostante la media annuale sia soggetta a pesanti cambiamenti dovuti alle condizioni atmosferiche o agli eventi sportivi del vicino stadio.
Nel 1940 i fisici sovietici Georgy Flyorov e Konstantin Petrzhak vi identificarono la fissione spontanea mediante le loro osservazioni dell'uranio, a 60 m di profondità sotto terra.

## Galleria d'immagini

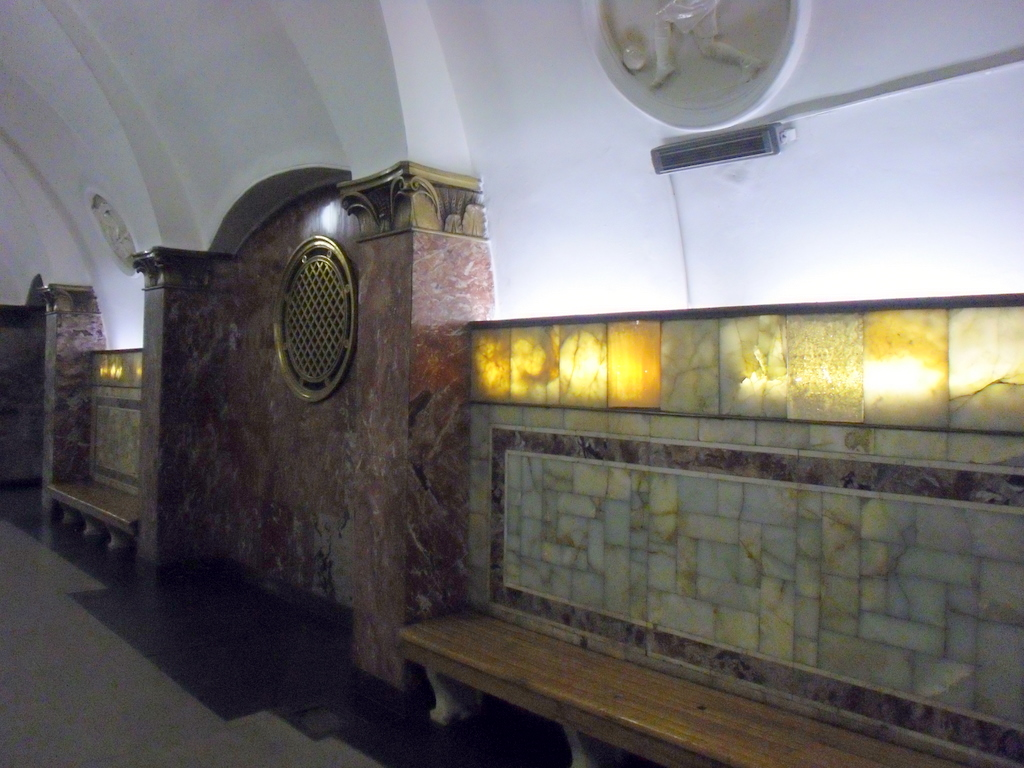
Vista interna